# Interventionell radiologi
Interventionell radiologi är en medicinsk teknik som möjliggör minimalt invasiva ingrepp med hjälp av bildgivande radiologiska metoder.
Tekniken bygger på en metod att ta sig in i kärl med tunna plastkatetrar, framtagen av den svenske radiologen Sven Ivar Seldinger 1952.
Med hjälp av röntgenstrålning kan man se katetrarna på en bildskärm och kan med dessa behandla olika sjukdomstillstånd. Exempel på interventionsradiologiska behandlingar är ballongvidgningar av förträngda blodkärl i till exempel hjärta, buk och extremiteter, behandling av inre blödningar samt behandling av sjukdomar i gallvägar, urinvägar och gynekologiska organ, till exempel myomembolisering. 

## Certifiering i Sverige
I Sverige finns en certifiering av medicinsk specialistkompetens inom interventionell radiologi, kallad SCIR (Svensk Certifierad Interventionell Radiolog).
Certifieringen utförs av Svenska Läkaresällskapet i samarbete med Seldingersällskapet.